# Exarcheia
Exarcheia nebo také Exarchia, Exarheia či Exarhia (řecky: Εξάρχεια) je čtvrť v centru Athén v Řecku poblíž historické budovy Národní technické univerzity. Název Exarcheia pochází od obchodníka jménem Exarchos, který zde otevřel obchod se smíšeným zbožím. Exarcheia je známá jako zázemí řeckých anarchistů. V roce 2008 zde zastřelil policista patnáctiletého Alexandrose Grigoropoulose, což vyvolalo v Řecku nepokoje.